# Prefektura Miyazaki

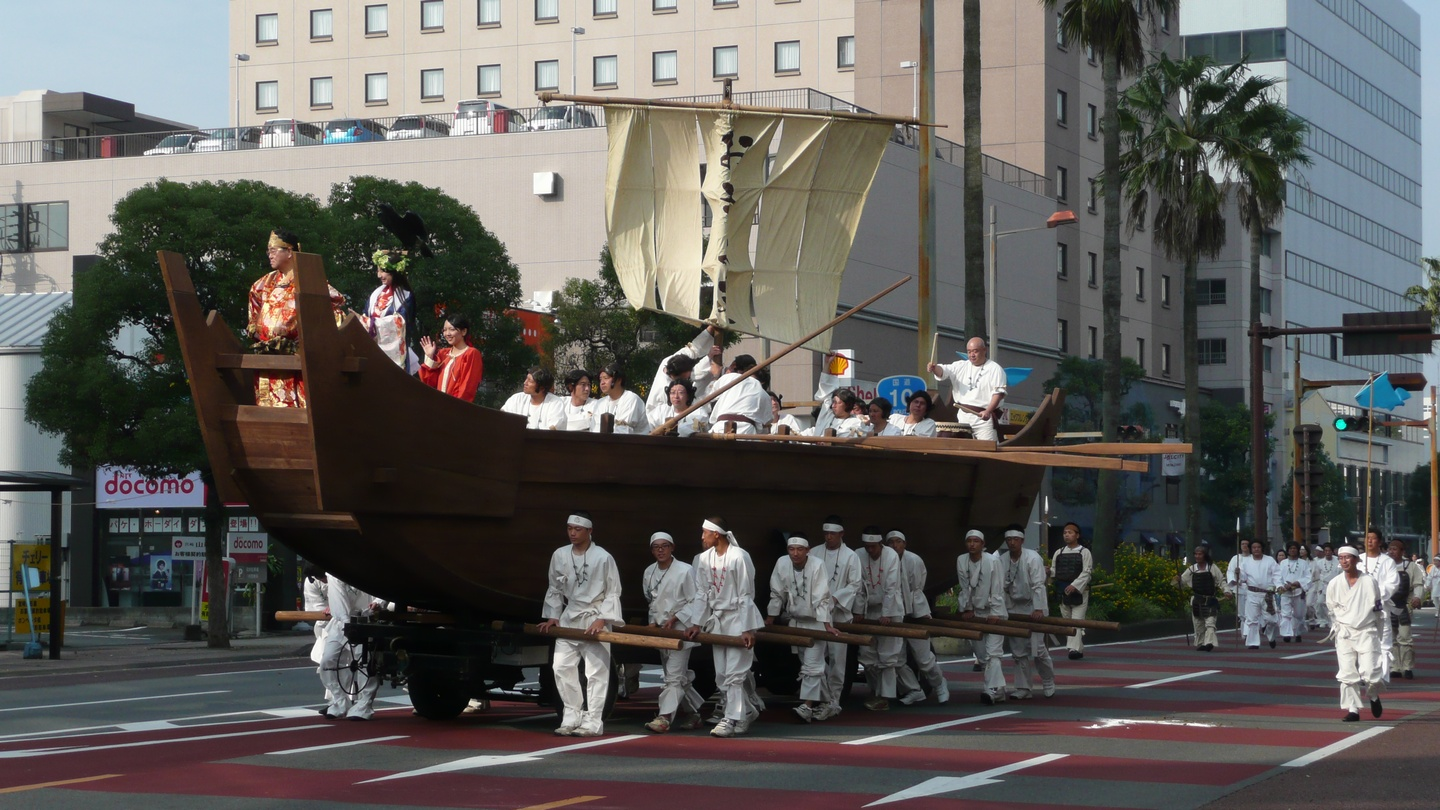
Festiwal chramu Miyazaki (2008 r.)

Prefektura Miyazaki (jap. 宮崎県 Miyazaki-ken) – prefektura znajdująca się na wyspie Kiusiu (Kyūshū) w Japonii. Jej stolicą jest miasto Miyazaki.

## Położenie
Prefektura leży we wschodniej części wyspy Kiusiu, nad Oceanem Spokojnym. Od północy graniczy z prefekturą Ōita, od zachodu z prefekturą Kumamoto i od południowego zachodu z prefekturą Kagoshima.
Zachodnia część prefektury jest górzysta. Na północy biegnie wschodnia część łańcucha górskiego Kyūshū, a na południu prefektury znajduje pasmo wulkaniczne Kirishima. Wschodnia część położona na wybrzeżu jest nizinna. W skład prefektury wchodzą również m.in. wyspy: Ao, Taka, Kō i Shimaura. Najdalej na południe wysuniętym punktem jest przylądek Toi.
Najwyższym wzniesieniem prefektury jest Kirishima (1700 m n.p.m.). Przez prefekturę płyną rzeki: Ōyodo, Omaru, Gokase, Hitotsuse, Shōdai i Mimi.

## Miasta
Miasta prefektury Miyazaki:
- Ebino
- Hyūga
- Kobayashi
- Kushima
- Miyakonojō
- Miyazaki
- Nichinan
- Nobeoka
- Saito

W prefekturze leżą jeszcze 23 miasteczka i 3 wsie.

## Historia
Po okresie Meiji, na mocy reformy administracyjnej, prowincja Hyūga stała się prefekturą Miyazaki.

## Mitologia
Miasto Takachiho, położone w północnej części prefektury, wiąże się z japońską mitologią. Tu rzekomo Bogini Słońca Amaterasu, zaniepokojona okrutnymi wyczynami swojego brata, Susanoo, ukryła się w jaskini, skłaniając innych bogów i boginie, aby spróbowali ją zwabić. Albowiem niebo i ziemia pogrążyły się w ciemnościach, co przyniosło serie klęsk.
Jest to również sporne miejsce przybycia boga Ninigi no Mikoto, wnuka Amaterasu, który został zesłany z nieba na góry Kirishima, aby ustanowić linię japońskich cesarzy. Jego włócznia, ta sama, którą wcześniej użyto do stworzenia wysp japońskich, została wrzucona na szczyt góry Takachiho-no-mine (1574 m n.p.m.), oznaczając miejsce, w którym Ninigi no Mikoto zstąpił z nieba. 

## Transport

### morski
- Miyazaki - Kawasaki
- Miyazaki - Osaka
- Hyūga - Kawasaki

### kolejowy
- Magistrala kolejowa - JR

### drogowy
- Autobusy:
  - Miyazaki - Fukuoka
  - Miyazaki - Kumamoto
  - Miyazaki - Kagoshima
- Autostrady: Miyazaki, Kiusiu, Higashi-Kiusiu
- Drogi krajowe:
  - nr 10, 219, 220, 221, 265, 268, 269, 327, 446, 448, 506

### lotniczy
- Port lotniczy Miyazaki – połączenia lotnicze do: Tokio, Osaki, Nagoi, Hiroszimy, Kōchi, Matsuyamy, Fukuoki, Nagasaki, Okayamy, Seulu i na Okinawę.

## Miejsca godne zwiedzenia

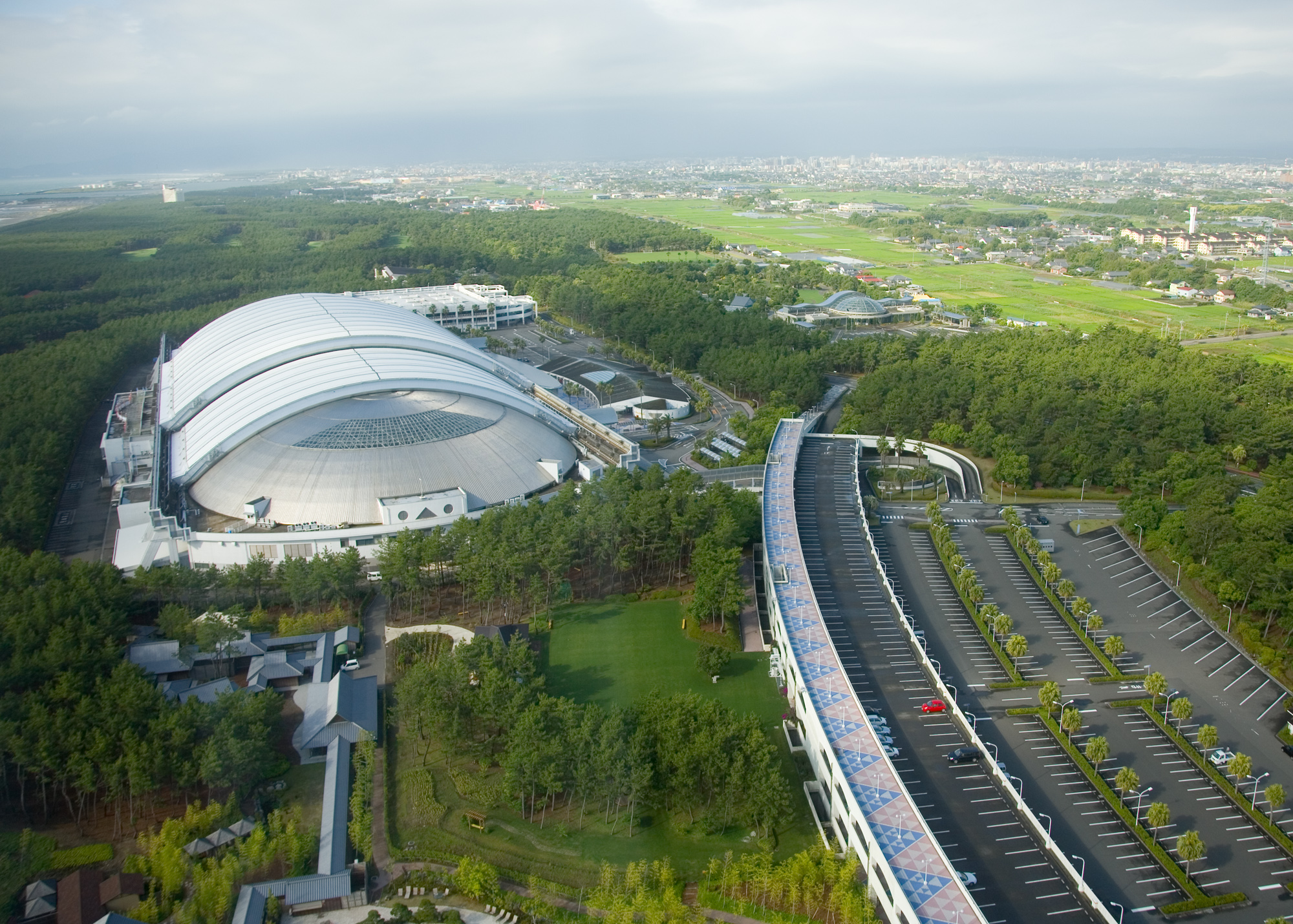
Park wodny Seagaia Ocean Dome

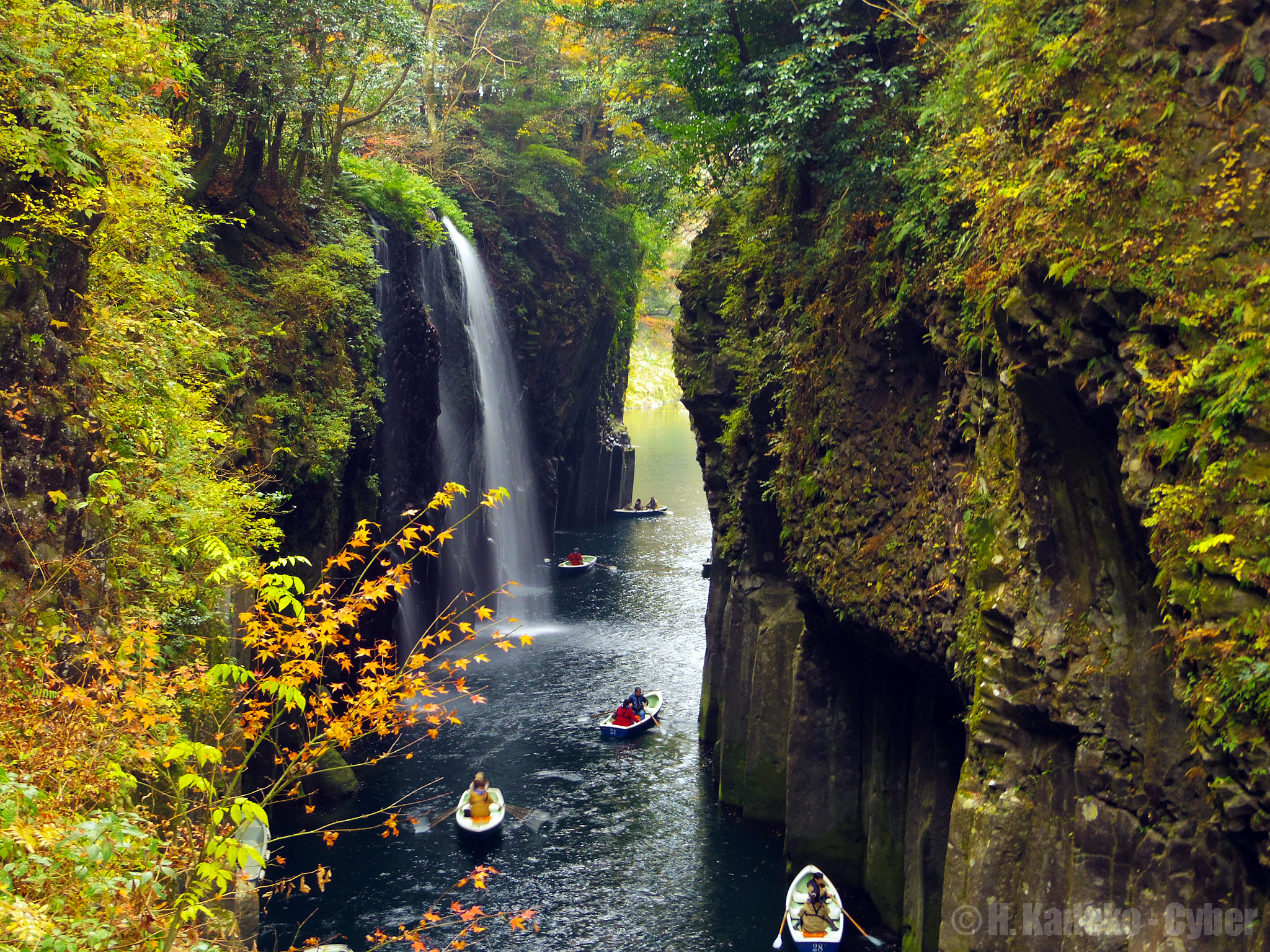
Przełom Takachiho rzeki Gokase, po lewej wodospad Manai

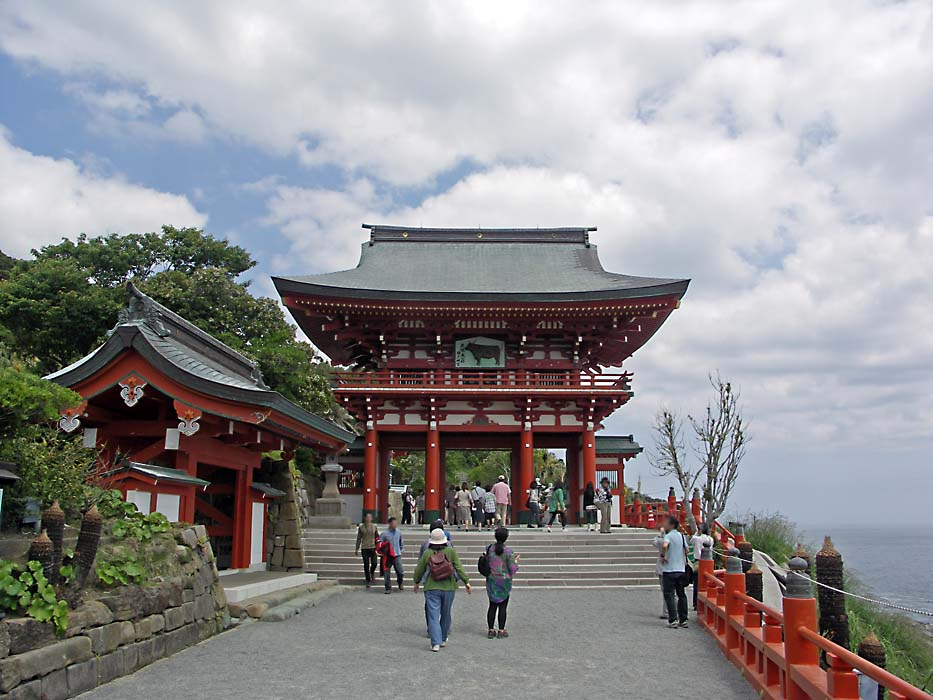
Chram Udo

- Wielki Chram Miyazaki poświęcony cesarzowi Jinmu
- Chram Udo
- Chram Amano-Iwato
- Chram Takachiho zbudowany przez cesarza Suinina
- Saitobaru - największe w Japonii skupisko starożytnych kurhanów
- SeaGaia Ocean Dome - największy na świecie park wodny
- Wybrzeże Nichinan (Quasi-Park Narodowy Nichinan Kaigan)
- Głęboki przełom o nazwie Takachiho-kyō, na rzece Gokase, w miejscowości Takachiho, stworzony przez wypływ lawy z największego w Japonii, aktywnego wulkanu Aso (1952 m n.p.m.) wraz z wodospadem Manai-no-taki (17 m wysokości), na rzece Gokase, wewnątrz przełomu
- Klif Umagase - wysoki na 70 m klif w Hyūga
- Pozostałości zamku Obi - zamek w Nichinan

## Kuchnia lokalna[3]
- Kurczak Nanban - kurczak pieczony w głębokim oleju
- Jidori-momoyaki - kurczak grilowany na węglu drzewnym
- Wołowina Miyazaki
- Hiyajiru - (lit. zimna zupa) – skład: ryba, tofu i ogórek
- Retasu-maki - rodzaj sushi, w skład którego wchodzi: sałata, krewetka i majonez
- Obiten [Obi tempura) – mielona ryba z tofu i soją, pieczona w głębokim oleju
- Chirimenjako - bardzo małe sardynki gotowane i suszone na słońcu
- Manjū  - rodzaj ciasta z nadzieniem z białego sera
- Pomarańcza Hyuganatsu
- Mango
- Shōchū - rodzaj alkoholu, który może być wyrabiany z ziemniaków, pszenicy lub kukurydzy